# الجدول الزمني للقاهرة
فيما يلي الجدول زمني لتاريخ لمدينة القاهرة في مصر.

## قبل القرن التاسع عشر

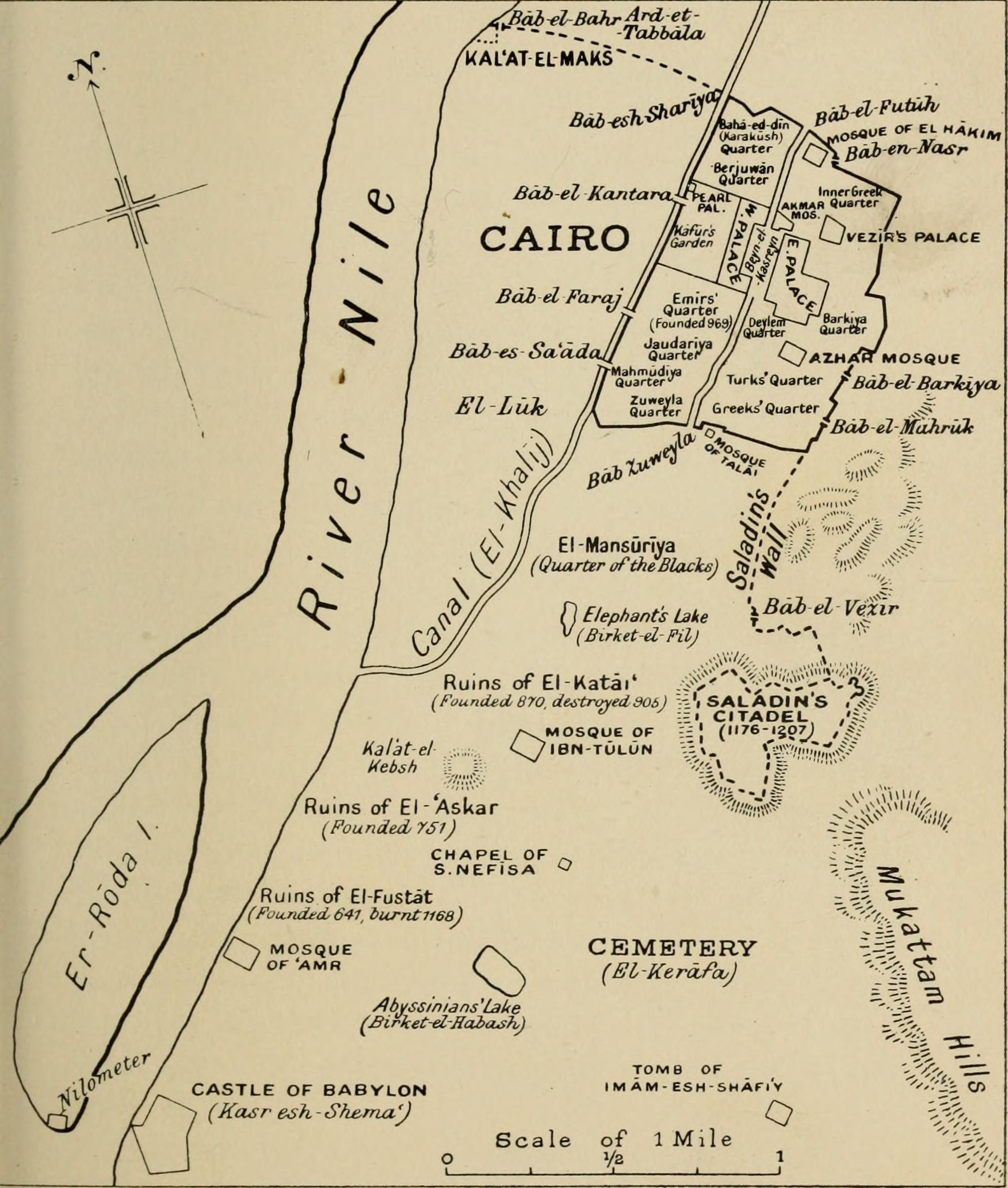
خريطة القاهرة عام 1170.

- القرن الأول قبل الميلاد - بناء حصن بابليون تقريبًا.
- من القرن الرابع إلى الخامس الميلادي - بناء كنيسة أبو سرجة.
- القرن السادس - تأسيس كنيسة القديس ميناس.
- 642 - بناء مسجد عمرو بن العاص.
- 879 - بناء مسجد ابن طولون.
- بناء كنيسة القديس جورج.
- بناء كنيسة العذراء مريم (حارة زويلة).
- 970
  - بناء القاهرة التي أسسها الخليفة الفاطمي المعز لدين الله. [1]
  - تأسيس جامعة الأزهر.
- 972 - تأسيس مسجد الأزهر.
- 978 - الكنيسة المعلقة أعيد بناؤها.
- 979 - كنيسة القديس ميركوريوس في القاهرة القبطية أعيد بناؤها.
- 992 - بناء مسجد الحاكم بأمر الله.
- القرن الحادى عشر - بناء كنيسة العذراء المقدسة.
- 1073 - بناء كنيسة القديسة بربارة في القاهرة القبطية.
- 1085 - بناء مسجد الجيوشى.
- 1092 - بناء أسوار المدينة وبوابات القاهرة (بما في ذلك باب زويلة وباب النصر).
- 1125 - بناء المسجد الاقمر.
- 1154 - بناء مسجد الحسين.
- 1160 - بناء مسجد الصالح طلائع.
- 1168 - انتقلت العاصمة المصرية من الفسطاط إلى القاهرة.
- 1183 - بناء قلعة صلاح الدين الأيوبي.
- ج. 1205 - تأسيس باب موسي ابن ميمون.[2]
- 1250 - أصبحت المدينة عاصمة السلطنة المملوكية.
- 1280 - بناء مجموعة المنصور قلاوون.
- 1318 - بناء مسجد ومدرسة الناصر محمد.
- 1340 - تأسيس مسجد الطنبغا المارداني.
- 1347 - بناء المسجد إبراهيم أغا مستحفظان.
- 1349 - تأسيس مجموعة الأمير شيخو العمرى الناصرى.
- 1352 - قصر الأمير طاز.
- 1355 - بناء خانقة شيخو.
- 1359 - بناء مسجد ومدرسة السلطان حسن.

- 1421 - بناء مسجد السلطان المؤيد.
- 1517

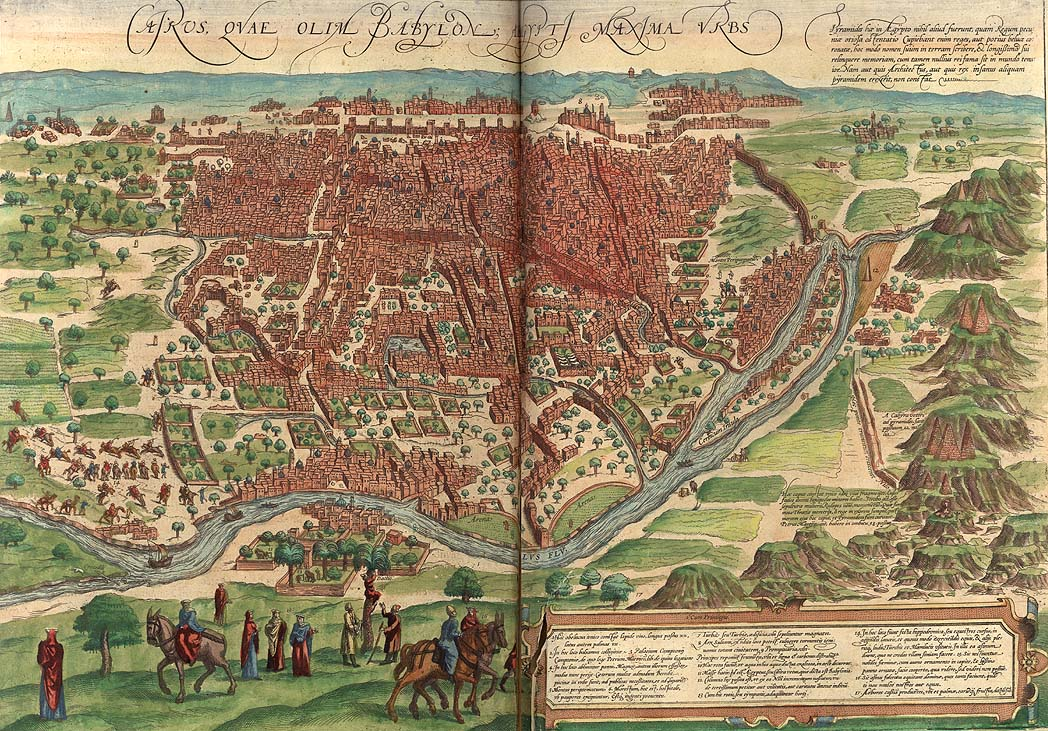
خريطة القاهرة عام 1572.

  - يناير: وقوع معركة الريدانية بالقرب من القاهرة.[3]
  - الاستيلاء على القاهرة من قبل الجيش العثماني.
  - أصبحت المدينة عاصمة إقليمية خلال حكم سليم الأول للإمبراطورية العثمانية.
- 1774 - بناء مسجد محمد بك أبو الذهب.
- 1788 - بناء قصر المسافر خانا.
- 1798 - وصول الحملة الفرنسية بقيادة نابليون.

## القرن ال 19

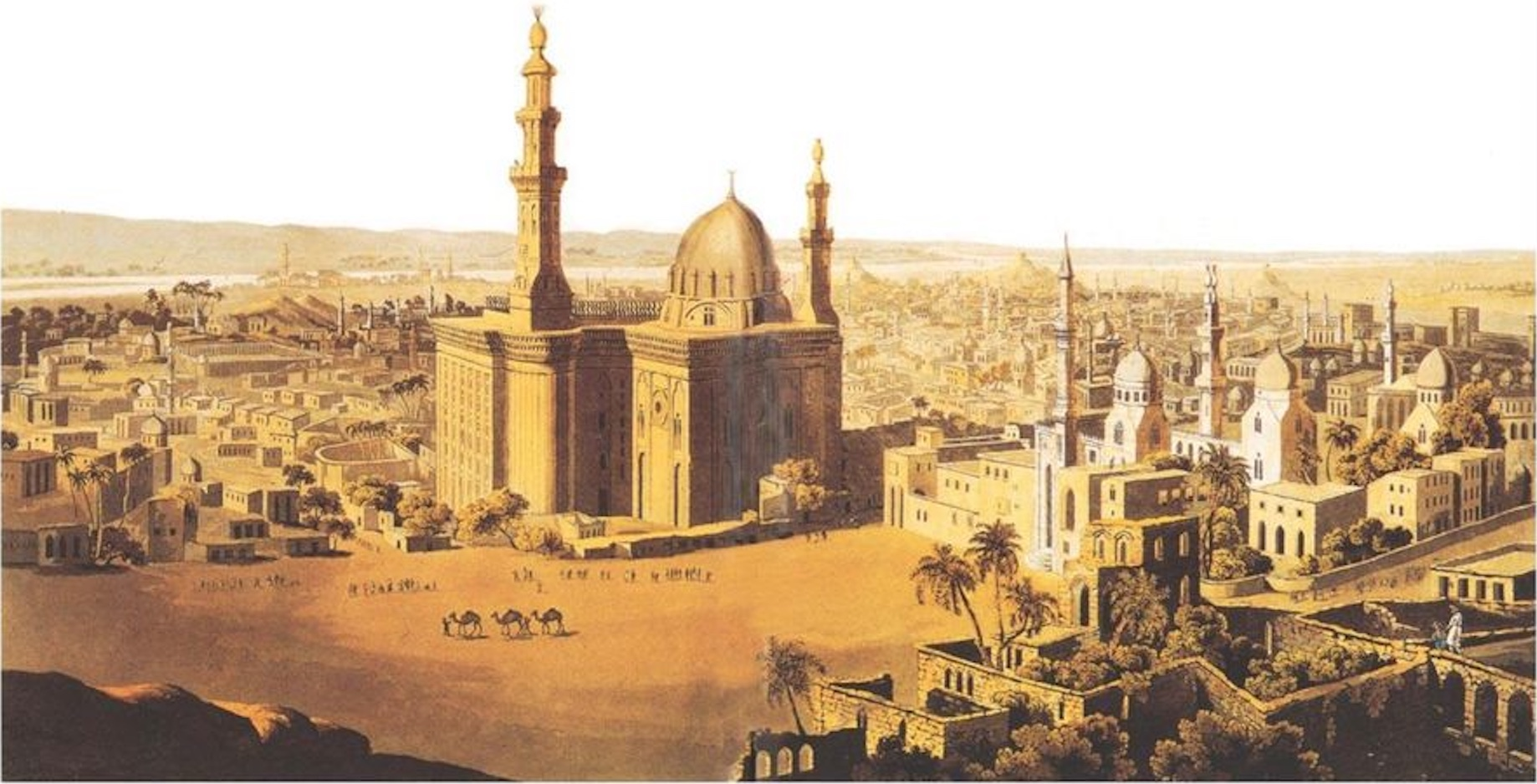
لوحة للقاهرة الكبرى من رسم هنري سولت في أوائل القرن التاسع عشر. الصورة مأخوذة من كتاب اكتشافات غاليمار: البحث عن مصر القديمة.

- 1801 - يونيو: حصار القاهرة واستسلام فرنسي للقوات البريطانية والعثمانية
- 1811 - مارس: وقوع مذبحة القلعة.[3]
- 1822 - افتتاح المطبعة العربية في بولاق. [4]
- 1827 - تأسيس كلية طب قصر العيني.
- 1828
  - بدأت جريدة الوقائع المصرية الحكومية في النشر.
  - تأسيس دار المحفوظات (الأرشيف الحكومي).[5]
- 1848 - بناء مسجد محمد علي.
- 1854 - افتتاح مدرسة كالوسيدان الأرمينية .
- 1856 - بناء محطة سكة حديد القاهرة.
- 1860 - افتتاح فندق شبرد.
- 1869 - افتتاح دار الأوبرا الخديوية.
- 1870 - إنشاء دار الكتب والمحفوظات الوطنية المصرية.
- 1871 - 24 ديسمبر: العرض الأول لأوبرا عايدة .
- 1874 - بناء قصر عابدين.
- 1875 - جريدة الأهرام تبدأ في النشر.[6]
- 1879 - تأسيس مدرسة العائلة المقدسة
- 1880 - تأسيس لجنة الحفاظ على الآثار في الفن العربي. [4]
- 1882
  - وصل السكان إلى 34738 نسمة. [7]
  - تأسيس نادي الجزيرة الرياضي.
- 1888 - افتتاح كلية دي فرير (باب اللوق).
- 1892 -بناء كنيس بن عزرا.[2]
- 1893 - جريدة لو بروجريس المصرية تبدأ النشر.
- 1897 - ملء قناة الخليج. [8]
- 1899
  - بناء كنيس عدلى
  - تأسيس جريدة الأهرام ومقرها القاهرة.
- 1900 - تأسيس كنيس حنان.[2]

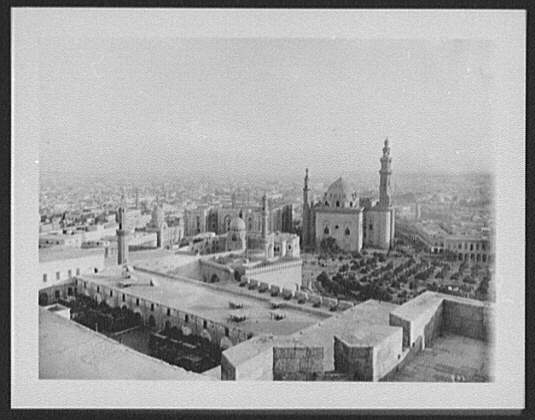
القاهرة - بانوراما من القلعة 1895
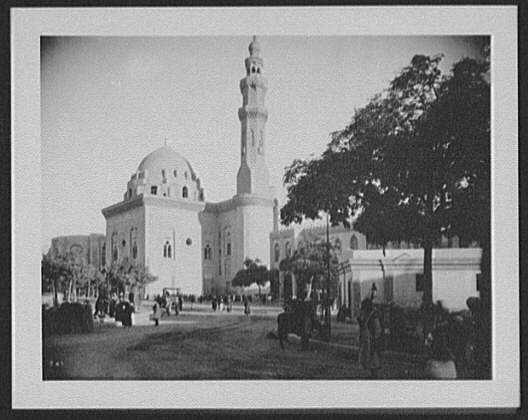
مسجد القاهرة 1895
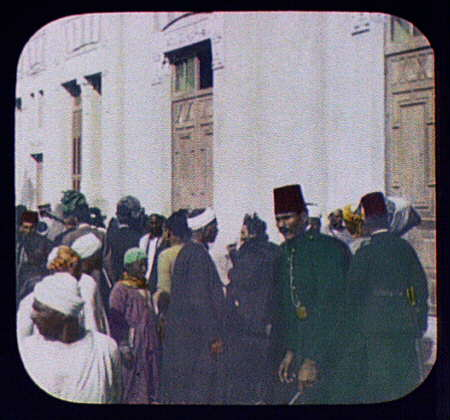
القاهرة ، جنود وحشد أمام المبنى ، 1895
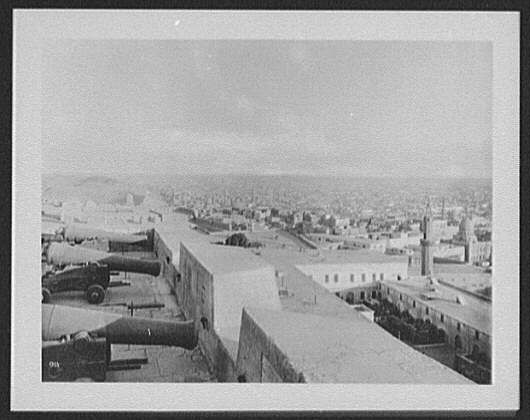
القاهرة - بانوراما من القلعة ، 1895
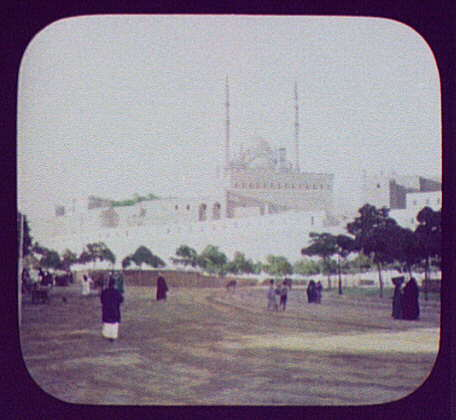
القاهرة ، القلعة ، 1895

## القرن ال 20

### 1900م في 1940م

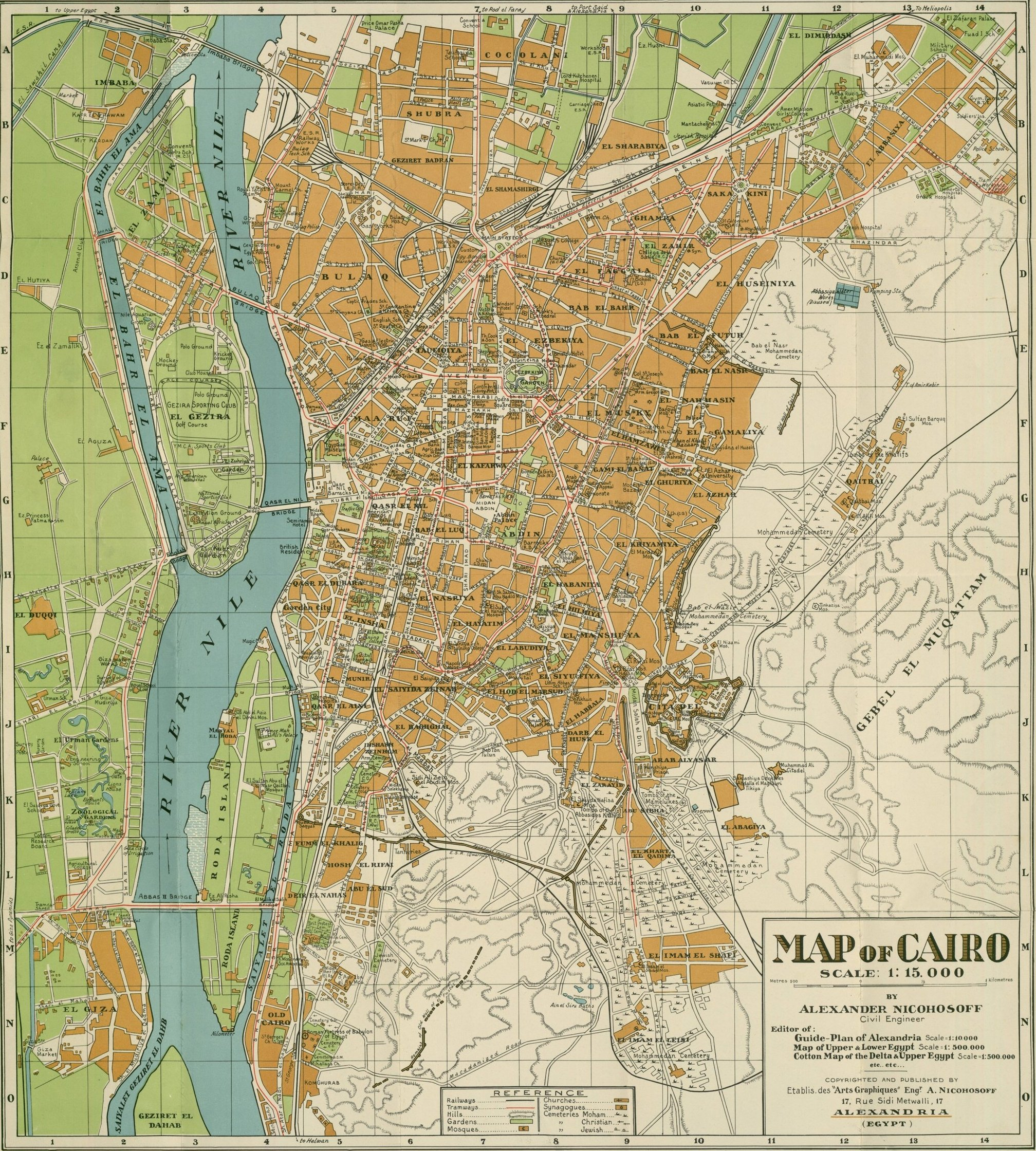
خريطة القاهرة ، 1933

- 1902 - تأسيس المتحف المصري. [8]
- 1905 -افتتاح كنيس عدلى.[2]
- 1906 - بناء سينما باثى.[9]
- 1907 - تشكيل النادي الأهلي الرياضي.
- 1908
  - افتتاح جامعة القاهرة ومقهى ريتشي.
  - تاسيس كلية الفنون الجميلة جامعة حلوان [10] وتأسست الكلية الأمريكية للبنات.
- 1910
  - بناء المتحف القبطي.
  - تم افتتاح فندق هليوبوليس بالاس.
  - تأسيس نادي هليوبوليس الرياضي.
- 1905 - تأسيس كنيس شيمون بار يوشاي.[2]
- 1911
  - تشكيل نادي الزمالك الرياضي.
  - البارون إمباين قصر بني.
- 1912
  - بناء جسر بولاق ومسجد الرفاعي.
- 1915
  - جريدة الهوسابير تبدأ في النشر.
- 1919
  - ثورة 1919 ضد الاحتلال البريطاني.
  - تأسيس الجامعة الأمريكية بالقاهرة.
- 1921 - مؤتمر القاهرة 1921. [4]
- 1922
  - اكتشاف مقبرة توت عنخ آمون.
- 1924 - 19 نوفمبر: اغتيال السير لى ستاك الحاكم البريطاني العام  للسودان الأنجليزى المصري.[3]
- 1925 - تأسيس كنيس باهاد اسحق اليهودي.[2]
- 1929 - بناء قصر المنيل.
- 1932
  - تأسيس جمعية الأخوان المسلمين ومقرها القاهرة.
  - تأسيس كنيس موسى الدرعي. [2]
- 1933 - بناء كوبرى قصر النيل.
- 1934 - افتتاح كلية سانت جورج ، القاهرة .
- 1934 - تأسيس كنيس مئير نعيم (بيتون).[2]
- 1937
  - تأسيس عمارة يعقوبيان .
  - افتتاح مدرسة ليسيه الحرية بمصر الجديدة.
- 1938 - انتقال جريدة الإجيبشيان جازيت من الإسكندرية إلى القاهرة.
- 1940 - افتتاح سينما مترو.[11]
- 1942 - حادثة قصر عابدين1942.
- 1944 - اجتماع برلمان قوى القاهرة.
- 1945
  - الجامعة العربية ومقرها في القاهرة. [4]
  - إعادة بناء كنيس أشكناز ناظم.[2]
- 1946 - افتتاح سينما علي بابا.[11]
- 1947 - وصل عدد السكان إلى 2.090.654 نسمة.[12]
- 1948
  - جريدة تشاهاجر تبدأ النشر.
  - افتتاح سينما ريفولي.[11]
- 1949 - 12 فبراير: اغتيال حسن البنا مرشد جماعة الاخوان المسلمين.

### 1950م-1990م
- 1950 - تأسيس جامعة عين شمس.
- 1952
  - نشوب حريق القاهرة.
  - بناء مجمع التحرير.
  - إعادة تسمية ميدان الإسماعيلية ميدان التحرير.
  - الثورة المصرية عام 1952.
  - صدور جريدة الأخبار.
- 1954 - بدأت صحيفة الجمهورية في النشر.
- 1956
  - افتتاح ستاد القاهرة الدولي.
  - وضع الخطة الرئيسية للمدينة.[13]
- 1959
  - افتتاح المعهد العالي للموسيقى القومية "الكونسيرفتوار".
  - تأسست أكاديمية الفنون (مصر) وأوركسترا القاهرة السيمفونية.
  - اجتماع مؤتمر البترول العربي في القاهرة.[14]
- 1961 - افتتاح برج القاهرة.
- 1963 -افتتاح مطار القاهرة الدولي.[15]
- 1964 - يناير: انعقاد قمة جامعة الدول العربية في القاهرة في عام 1964.[3]
- 1965 - وصل عدد السكان إلى: 3.3 مليون نسمة.[16]
- 1966 -  تأسست شركة أوبرا القاهرة للباليه.
- 1967 - إعادة بناء معبد موسي ابن ميمون.[17]
- 1968 - بناء كاتدرائية القديس مرقس القبطية الأرثوذكسية.
- 1969 -  تأسيس معرض القاهرة الدولي للكتاب.
- 1970
  - كانون الثاني / يناير: شنت القوات الإسرائيلية هجمات جوية بالقرب من القاهرة.[3]
  - سبتمبر: 1970 عقد قمة جامعة الدول العربية.
  - إنشاء الخطة الرئيسية للقاهرة الكبرى.[13]
- 1972 - يناير: وقوع المظاهرات الطلابية.[3][18]
- 1974 - عدد السكان: 5.715.000.[19]
- 1975
  - كانون الثاني (يناير): مظاهرات واحتجاجات بسبب الاوضاع الاقتصادية.[3]
  - افتتاح نصب الجندي المجهول (مصر).
- 1976
  - انعقاد قمة جامعة الدول العربية.
  - بدء مهرجان القاهرة السينمائي الدولي.
  - افتتاح المدرسة الدولية البريطانية بالقاهرة.
  - افتتاح مدرسة مانور هاوس بالقاهرة.
- 1977 - يناير: وقوع احتجاجات يناير الاقتصادية.[3]
- 1978 -  افتتاح المدرسة البريطانية الدولية بالقاهرة الجديدة.
- 1979
  - مجلة مصر اليوم تبدأ النشر.
  - تأسيس بنك فيصل الإسلامي المصري.[20]
  - اقامة علاقات توأمة مع كل من مدينة فرانكفورت ومدينة شتوتغارت في ألمانيا.[21]
- 1981
  - 6 أكتوبر: اغتيال أنور السادات.[22]
  - افتتاح أكاديمية السادات للعلوم الإدارية.
- 1982
  - تأسيس مدرسة سانت فاتيما.
  - اقامة علاقات توأمة مع مدينة نيويورك في الولايات المتحدة.[21]
- 1984
  - تمت الموافقة على الخطة الرئيسية للقاهرة الكبرى.[23]
  - تأسيس الحزب الناصري العربي الديمقراطي.
- 1985
  - افتتاح متحف الطفل.
  - اقامة علاقات توأمة مع مدينة باريس في فرنسا.[21]
- 1986 -  فبراير: 1986 اندلاع أحداث تمرد الأمن المركزى.[3]
- 1987 - افتتاح الخط الأول لمترو القاهرة.[24]
- 1988
  - افتتاح دار الأوبرا المصرية.
  - اقامة علاقات توأمة مع مدينة اسطنبول، تركيا.[21]
- 1989
  - بناء حي الحرفيين.[25]
  - اقامة علاقات توأمة مع مدينة أوتاوا ومدينة أونتاريو في كندا.[21]
- 1990
  - افتتاح المدرسة الأمريكية الدولية في مصر.
  - اقامة علاقات توأمة مع مدينة في بكين والصين ومدينة طوكيو في اليابان.[21]
- 1991 -  الأهرام ويكلي تبدأ في النشر.
- 1992
  - زلزال القاهرة 1992.
  - عدد السكان: 6,800,000.[26]
- 1993
  - بناء طريق أسيوط - القاهرة السريع.[27]
  - اقامة علاقات توأمة مع مدينة برشلونة في إسبانيا.[21]
- 1995 -  تطوير مدينة دريم لاند يبدأ بالقرب من القاهرة.
- 1996
  - بناء جسر 6 أكتوبر.
  - افتتاح الخط الثانى من مترو القاهرة (شبرا الخيمة - المنيب).
- 1997
  - افتتاح مركز الديوان للغة العربية.
  - اقامة علاقات توأمة مع مدينة شيان في الصين ومدينة سيول في كوريا الجنوبية.[21]
- 1998 - اقامة علاقات توأمة مع مدينة هيوستن في الولايات المتحدة ومدينة مينسك في بيلاروسيا.[21]

## القرن ال 21

### 2000م
- 2001
  - افتتاح كلية مصر الأمريكية.
- 2003 - افتتاح ساقية الصاوي.
- 2004
  - جريدة المصري اليوم تبدأ النشر.
  - افتتاح الكلية الكندية الدولية
  - أصبح عبد العظيم وزير محافظ القاهرة.
- 2005
  - تفجيرات القاهرة 2005
  - تأسيس الجامعة البريطانية في مصر.
  - افتتاح حديقة الازهر.
  - جريدة الفجر تبدأ النشر.
- 2006
  - اطلاق موقع حكومة المدينة على الإنترنت.[28]  
  - بدأ بث تلفزيون الرسالة.
- 2007
  - استضافة دورة الألعاب العربية الحادية عشر.
  - تأسيس مستشفى 57357 .
- 2008 - بدأت صحيفة اليوم السابع في النشر.
- 2009
  - تفجيرات حى الحسين .
  - بدأ مهرجان القاهرة للجاز.

### 2010S
- 2010 - عدد السكان: 7.248.671 نسمة.[29]
- 2011
  - 25 يناير: بداية ثورة 25 يناير ضد نظام مبارك.[30]
  - أبريل: عبد القوي خليفة يصبح محافظ القاهرة.
- 2012
  - افتتاح الخط الثالث لمترو القاهرة (امبابة / المهندسين - مطار القاهرة الدولي).
  - توفي البابا شنودة الثالث رئيس الكنيسة القبطية المصرية.[31]
  - احتجاجات ضد رئيس الدولة محمد مرسي.[32]
- 2013
  - احتجاجات ضد مرسي.[33]
  - فبراير: أول زيارة لرئيس إيراني (أحمدي نجاد) منذ عام 1979.[34]
  - أبريل: وقوع أحداث عنف بالقرب من كاتدرائية القديس مرقس القبطية الأرثوذكسية.[35]
  - 3 يوليو: 2013 أحداث 30 يونيو.
  - 8 يوليو: «أطلق الجنود المصريون النار على أنصار مرسي الذين كانوا يحتجون أمام منشأة عسكرية في القاهرة، مما أسفر عن مقتل أكثر من 50 شخصًا».[36]
  - 14 أغسطس: «أكثر من 600 شخص، معظمهم من أنصار مرسي، يُقتلون عندما تخلص الشرطة من اعتصامات مؤيدة لمرسي في القاهرة» [36]
  - وصل تلوث الهواء في القاهرة الكبرى إلى معدل هو أعلى بكثير من المعدل الموصى به.[37]